# Nostra Senyora dels Miracles
Nostra Senyora dels Miracles és una capella prop del nucli de Sallent (Bages) catalogada l'Inventari del Patrimoni Arquitectònic de Catalunya. Fou erigida el 1875 com a capella del mas Pujol. El 1936 resultà malmesa per la profanació i la restauració es feu en convertir-la en habitatge-magatzem. Actualment consta d'una planta baixa destinada a magatzem i garatge i un primer pis utilitzat com a habitatge, canviant l'antic portal i obrint diverses finestres, i la fesomia exterior.